# Sulpicia Dryantilla
Sulpicia Dryantilla (fl. III secolo) è stata una augusta dell'Impero romano, probabilmente moglie di Regaliano.
Dryantilla è nota per delle monete ritrovate in Pannonia e, sebbene non venga nominata dalle fonti letterarie, viene considerata la moglie di quel Regaliano che si ribellò contro Gallieno nel 260. Probabilmente di rango senatoriale, apparteneva ad una famiglia licia, di rango senatoriale sin dal II secolo, di cui fece parte anche una certa Sulpicia Dymiana, forse la sorella o la cugina di Dryantilla.